# マイケル・ストーンブレーカー
マイケル・ストーンブレーカー（Michael Stonebraker, 1943年10月11日 - ）はデータベースの研究開発で知られた計算機科学者である。関係データベース業界に多大な影響を与えた。Ingres、Illustra、Cohera、StreamBaseといったシステム構築に携わり、かつてはInformixのCTOも務めた。また、Readings in Database Systemsの著者としても知られている。

## 経歴
1965年、プリンストン大学で学士号を取得し、ミシガン大学で修士号（1967年）と博士号（1971年）を取得した。
1994年、Association for Computing Machinery（ACM）のフェローに選ばれた。1997年、全米技術アカデミー会員となった。
29年間カリフォルニア大学バークレー校で計算機科学の教授を務め、そこでIngresやPostgresという関係データベースシステムを開発した。2015年現在はマサチューセッツ工科大学（MIT）の非常勤教授(adjunct professor)であり、Aurora、C-Store、H-Store、Morpheus、SciDB といったシステム開発に参加している。

## 主なプロジェクト
ストーンブレーカーの経歴は、バークレーでの関係データベース開発とMITでの新たなデータ管理システム開発に大きく分けられる。

### バークレー時代 (1971–2000)
1971年、カリフォルニア大学バークレー校 (UCB) の助教授となった。そこで Ingres と Postgres という先駆的な関係データベースを開発した。

#### Ingres
1973年、ストーンブレーカーと同僚の Eugene Wong はエドガー・F・コッドが発表した一連の論文を読み、関係データベース管理システム (RDBMS) の研究を開始した。当初そのプロジェクトは INGRES (Interactive Graphics and Retrieval System) と称し、IBMのSystem Rと共に関係モデルの実用的かつ効率的な実装が可能であることを知らしめたシステムとなった。B木の採用、レプリケーション、データ完全性を保証する制約など、INGRESで導入されたアイデアはその後のRDBMSで広く採用された。また、トランザクション処理性能を保てるロック機構について様々な実験を行った。
1970年代中盤、学生プログラマを使って実用可能なシステムを完成させた。INGRESはDECのマシンのUNIX上で動作するものだったため、メインフレームで動作するIBMのSystem Rに比較するとローエンドであると見なされた。
しかし1980年代初め、それらローエンド機の性能と機能はIBMのメインフレームに迫るようになり、INGRESも立派な商用アプリケーションと見られるようになった。INGRESはBSDライセンスの派生ライセンス条件で低料金で提供され、すぐさま複数の企業がこれをベースとした製品を作るようになった。
ストーンブレーカー自身も1982年にIngres Corporationを設立。同社は後にコンピュータ・アソシエイツ (CA) に買収されたが、2005年に独立企業として再設立された。INGRESをベースとして設立された他の企業としては、ストーンブレーカーの下で学んだRobert Epsteinが創業したSybaseなどがある。Sybaseのソフトウェアは後に Microsoft SQL Server のベースとなった。

#### Postgres
Ingres創業後ストーンブレーカーは、関係モデルの限界に着目したIngresの後継システム開発を開始し、そのプロジェクトをPOSTGRES (POST-inGRES) と名づけた。POSTGRESでは複雑なデータ型をサポートするよう設計し、最終的な性能も向上させている。Postgresは各フィールドが複雑なデータ型を扱えるオブジェクト関係プログラミングモデルを提供し、ユーザーは新たなデータ型を作り、それを扱う関数をプログラミング可能となっていた。また様々な拡張が可能で、クエリ最適化、クエリ言語そのもの、索引フレームワークなど様々な部分の改造・拡張容易になっていた。これにより使いやすさと性能が向上し、地理情報システムの機能や時系列処理の機能をデータベース内に組み込む応用も生まれた。これは商用データベース市場を大きく広げることに貢献している。
PostgresもBSD風ライセンスで配布され、そのコードは今日の自由ソフトウェアPostgreSQLの基盤となった。PostgreSQLをベースとして創業した企業としては、Aster Data Systems、EnterpriseDB、Greenplumなどがある。ストーンブレーカー自身もそのコードの商業化を目指しIllustraを創業。1996年、InformixがIllustraを買収した。ストーンブレーカーはInformixのCTOとなり、2000年9月までその役職を務めていた。InformixはIllustraのO-RマッピングとDataBlade機能を主力製品に組み込んだ。

#### MariposaとCohera
その後、広域分散データベースを研究するMariposaプロジェクトを開始した。これを商業化するため、1990年代後半、Cohera社を設立した。Mariposaの背後にある考え方は、資源取引の経済モデルにおいて、様々な組織に分散して存在するデータを統合し、1つの関係インタフェースから問い合わせられるよう連合データベースを構築するというものだった。
Coheraは当初Mariposaプロジェクトのアイデアの商業化を目的としていたが、その連合データ統合エンジン上に実装されたB2Bのカタログ管理アプリケーションに注力するようになっていった。Coheraの知的資産は最終的に2001年8月にピープルソフトに買収され、同社のEnterprise Catalog Managementの基盤となった。その後ピープルソフトは2004年にオラクルに買収された。

### MIT時代 (2001–)
2001年にマサチューセッツ工科大学 (MIT) に移ると、新たに一連の研究プロジェクトを開始し、いくつかの企業も創業している。

#### AuroraとStreamBase
Auroraプロジェクトでは、ブランダイス大学およびブラウン大学と共同で、新たなデータモデルとクエリ言語を使ったストリーミングデータのためのデータ管理に注力している。データをレコード単位で取り出して処理する関係データベースとは異なり、外部データ源から非同期に到着するデータ（株価情報、ニュース、センサからの情報など）を扱うことに主眼を置いている。
ストーンブレーカーは、これを商用化する目的でStreamBase Systems社を設立した。

#### C-StoreとVertica
2005年に開始したC-Storeプロジェクトでは、ブランダイス大学、ブラウン大学、マサチューセッツ・ボストン大学と共にデータウェアハウス向けの並列・非共有型・列指向DBMSを開発した。C-Storeでは列（カラム）に分けてデータを格納することでI/Oを削減し、通常のデータベースよりもデータ格納密度を高めている。
2005年、C-Storeを商業化すべくVerticaを創業した。

#### MorpheusとGoby
2006年、フロリダ大学と共にMorpheusプロジェクトを開始。Morpheusは複数のデータ源間のデータ変換を調停するデータ統合システムである。ウェブサイトやウェブサービスでのインタフェースを提供することを意図しており、複数のサービスの統合インタフェースを提供したり、複数のサービスの検索を可能にしたりといった用途がある。
2009年、Morpheusのアイデアに基づいたローカル検索会社Gobyを創業した。

#### H-Store と VoltDB
2007年、ブラウン大学、イェール大学と共同でH-Storeプロジェクトを開始。非常に高スループットな分散インメモリ型OLTPシステムである。
2009年、H-Storeのアイデアに基づいた VoltDB を創業。CTOを務めている。

#### SciDB
2008年、ブラウン大学、ポートランド州立大学、SLAC、ワシントン大学、ウィスコンシン大学マディソン校と共同でSciDBプロジェクトを開始。科学研究むけに特化したオープンソースのDBMSを開発している。

#### NoSQL
2010年から2011年にかけては、NoSQL運動の評論家のような活動もしている。

#### Tamr
2013年にIhab IlyasとAndy Palmerとともに、Tamrと呼ばれる別の企業を設立した。Tamrはマサチューセッツ州ケンブリッジにある。

## 指導した学生
ストーンブレーカーは学界や産業界へ貢献しているだけでなく、彼の指導した多くの学生が学界や産業界で活躍している。主な人物を以下に挙げる。
- Daniel Abadi - Teradataに買収されたHadaptの共同創業者
- Michael J. Carey - カリフォルニア大学アーバイン校の教員、前ウィスコンシン大学マディソン校、NAE会員およびACMフェロー

- Robert Epstein - Sybase創業者の1人
- Diane Greene（英語版） - VMware創業者の1人で、元CEO
- xPaula Hawthorn - Informixの技術担当副社長を務めていた
- Gerald Held - オラクルの技術担当副社長を務めていた
- Joseph M. Hellerstein（英語版） - UCBの教授
- Anant Jhingran - IBM情報管理部門の副社長兼CTO

- Curt Kolovson - VMwareのSenior Staff Engineer
- Clifford A. Lynch（英語版） - Coalition for Networked Information（英語版）のエグゼクティブ・ディレクター
- John Newton - Documentum（英語版）とAlfresco（英語版）の創業者
- Mike Olson - Sleepycat Software（英語版）の前CEO、Cloudera（英語版）の創業者兼CEO
- Dale Skeen（英語版） - ティブコソフトウェア（英語版）のCEO、Vitria[※ 1]の創業者・CEO
- Margo Seltzer - ハーバード大学の計算機科学の教授、Sleepycat Software（英語版）の創業者兼前CTO
- Dale Skeen - ティブコソフトウェア（英語版）、Vitria を創業
- Sunita Sarawagi - IIT Bombayの教授
- Anupam Bhide - Calsoftの創業者兼CEO

## 受賞歴
- 1988年 ACMソフトウェアシステム賞
- 1992年 エドガー・F・コッド発明賞
- 2005年 IEEEフォン・ノイマンメダル
- 2010年 SIGMOD
- 2014年 チューリング賞
- 2020年 C&C賞

## 著名な作品
- Readings in Database Systems (5th ed.)[※ 2]. en:Joseph M. Hellerstein との共著 (2015). MIT Press
- THE DESIGN OF XPRS[※ 3]. ランディ・カッツ（英語版）、デイビッド・パターソン、ジョン・オースターハウトとの共著（1988年）. VLDB: 318–330ページ.